# Kostelec u Heřmanova Městce
Kostelec u Heřmanova Městce (deutsch Kosteletz bei Hermannstädtel) ist eine Gemeinde in Tschechien. Sie liegt drei Kilometer südlich von Heřmanův Městec und gehört zum Okres Chrudim.

## Geographie

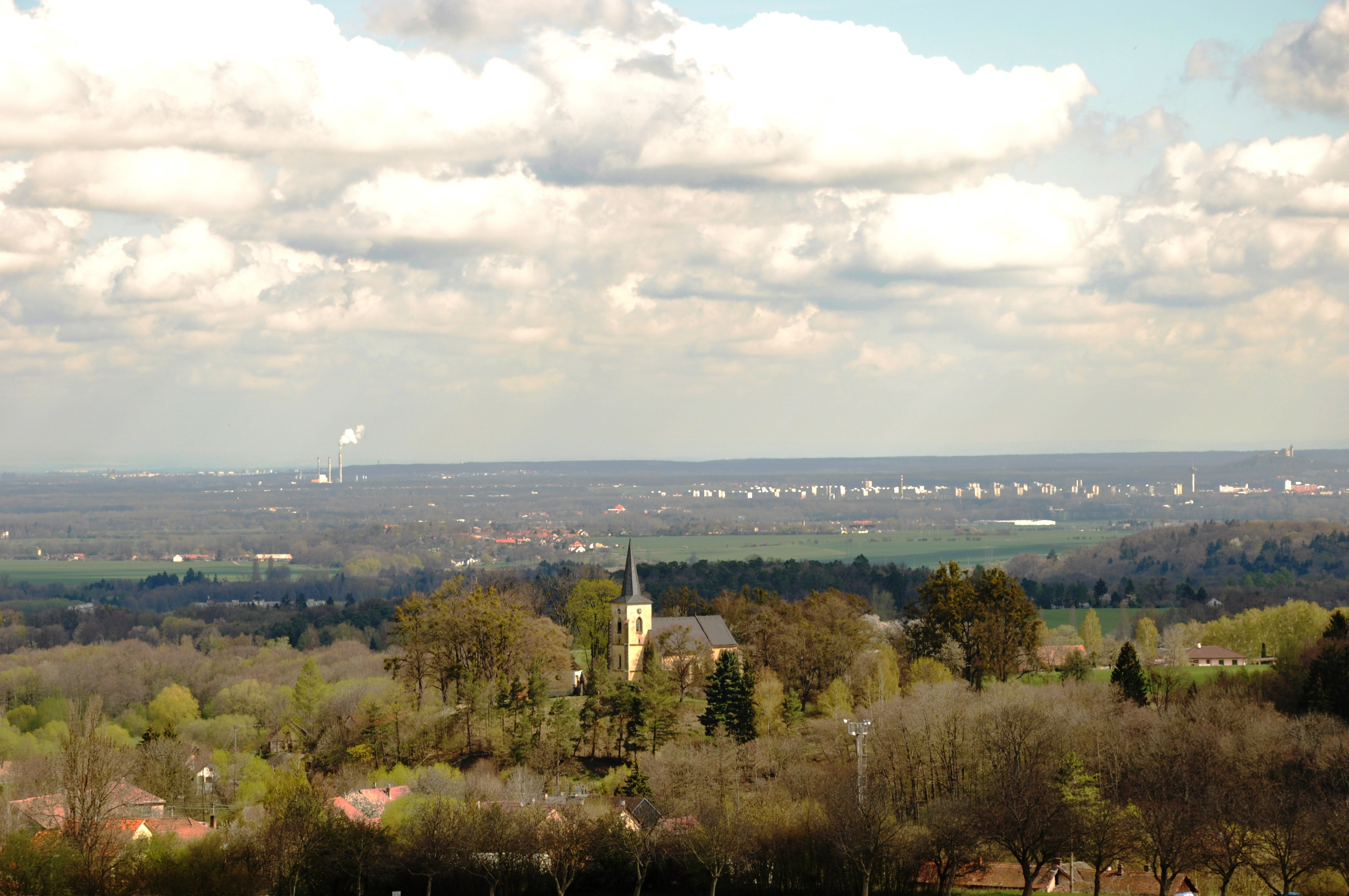
Blick über das Dorf auf die Ostböhmische Tafel mit dem Kraftwerk Chvaletice, der Silhouette von Pardubice und der Kunburg

Kostelec u Heřmanova Městce befindet sich im Tal des Podolský potok (Podoler Bach) im Eisengebirge (Železné hory). Durch den Ort verläuft die Bahnstrecke Přelouč–Prachovice. Im Nordosten erhebt sich der Palác (382 m n.m.). Südlich des Dorfes liegt das Militärkraftstofflager Vrbice II, es ist mit dem Lager Vrbice I bei Úherčice durch eine Rohrleitung verbunden.
Nachbarorte sind Konopáč und Heřmanův Městec im Norden, V Paláci, Chotěnice und Chotěnická Dubina im Nordosten, Na Průhoně, Na Kvartýře, Radlín und Zdechovice im Osten, Na Obci, Úherčice, Zbyhněvice und Nerozhovice im Südosten, Vápenný Podol und Tasovice im Süden, Míčov-Sušice im Südwesten, Na Obíckách und Vyžice im Westen sowie Vlastějov und Načešice im Nordwesten.

## Geschichte
Die erste urkundliche Erwähnung von Kostel erfolgte im Jahre 1257. Auf dem Sporn östlich des Dorfes befand sich eine von hohen Wällen und Gräben umgebene Burganlage, auf deren Trümmern die Kirche errichtet wurde. Das Dorf gehörte anfänglich den  Rittern von Kostel, später den Rittern von Mrdice, die in der ersten Hälfte des 14. Jahrhunderts das Städtchen Heřmanmiestetz gründeten. Zu den nachfolgenden Besitzern gehörten von 1457 bis 1538 die Herren Trčka von Lípa, ab 1552 die Andiel von Ronowec, ab 1596 die Herren von Zierotin, ab 1611 die Berka von Dubá, ab 1661 die Grafen von Sporck, ab 1798 die Freiherren von Greiffenclau und ab 1828 die Fürsten Kinsky.
Im Jahre 1835 bestand das im Chrudimer Kreis gelegene Dorf Kosteletz aus 55 Häusern, in denen 401 Personen lebten. Im Ort gab es die Filialkirche der hl. Petrus und Paulus, ein herrschaftliches Jägerhaus, zwei Mühlen und eine Brettsäge. Gepfarrt war das Dorf zur Stadtpfarrkirche Heřmanmiestetz. Bis zur Mitte des 19. Jahrhunderts blieb Kosteletz der Allodialherrschaft Heřmanmiestetz untertänig.
Nach der Aufhebung der Patrimonialherrschaften bildete Kostelec/Kosteletz ab 1849 mit den Ortsteilen Tasovice und Zdechovice eine Gemeinde im Gerichtsbezirk Chrudim. Ab 1868 gehörte die Gemeinde zum politischen Bezirk Chrudim. In der zweiten Hälfte des 19. Jahrhunderts erfolgte der Bau einer Schule. 1875 wurde eine Kalkbrennerei mit einem Schachtofen errichtet, in der Prachowitzer Kalk verarbeitet wurde. 1881–1882 entstand die Bahnstrecke Přelouč–Kalkpodol. In dieser Zeit wurde das in waldreicher Gegend liegende Dorf auch zunehmend von Ausflüglern aufgesucht; die St.-Wenzels-Quelle bei Kalkpodol und die Heilquelle von Baukalka waren fußläufig erreichbar. Seit 1924 führt die Gemeinde zur Unterscheidung von Vrbatův Kostelec den amtlichen Namen Kostelec u Heřmanova Městce. 1939 eröffnete nördlich des Dorfes das Freibad Konopáč. Die Kalkbrennerei wurde 1941 stillgelegt, der Schachtofen in der zweiten Hälfte des 20. Jahrhunderts abgerissen. Der Ortsteil Zdechovice wurde 1949 nach Úherčice umgemeindet. 1960 wurde die Schule geschlossen. Mit Beginn des Jahres 1989 wurde Kostelec u Heřmanova Městce nach Heřmanův Městec eingemeindet. Seit dem 31. August 1990 besteht die Gemeinde wieder. Seit 2017 führt Kostelec u Heřmanova Městce ein Wappen und Banner.

## Gemeindegliederung
Die Gemeinde Kostelec u Heřmanova Městce besteht aus den Ortsteilen Kostelec u Heřmanova Městce (Kosteletz bei Hermannstädtel) und Tasovice (Tassowitz). Zu Kostelec u Heřmanova Městce gehören zudem die Wohnplätze Na Kvartýře, Na Průhoně, Pila, Písník und U Hrdých.

## Sehenswürdigkeiten

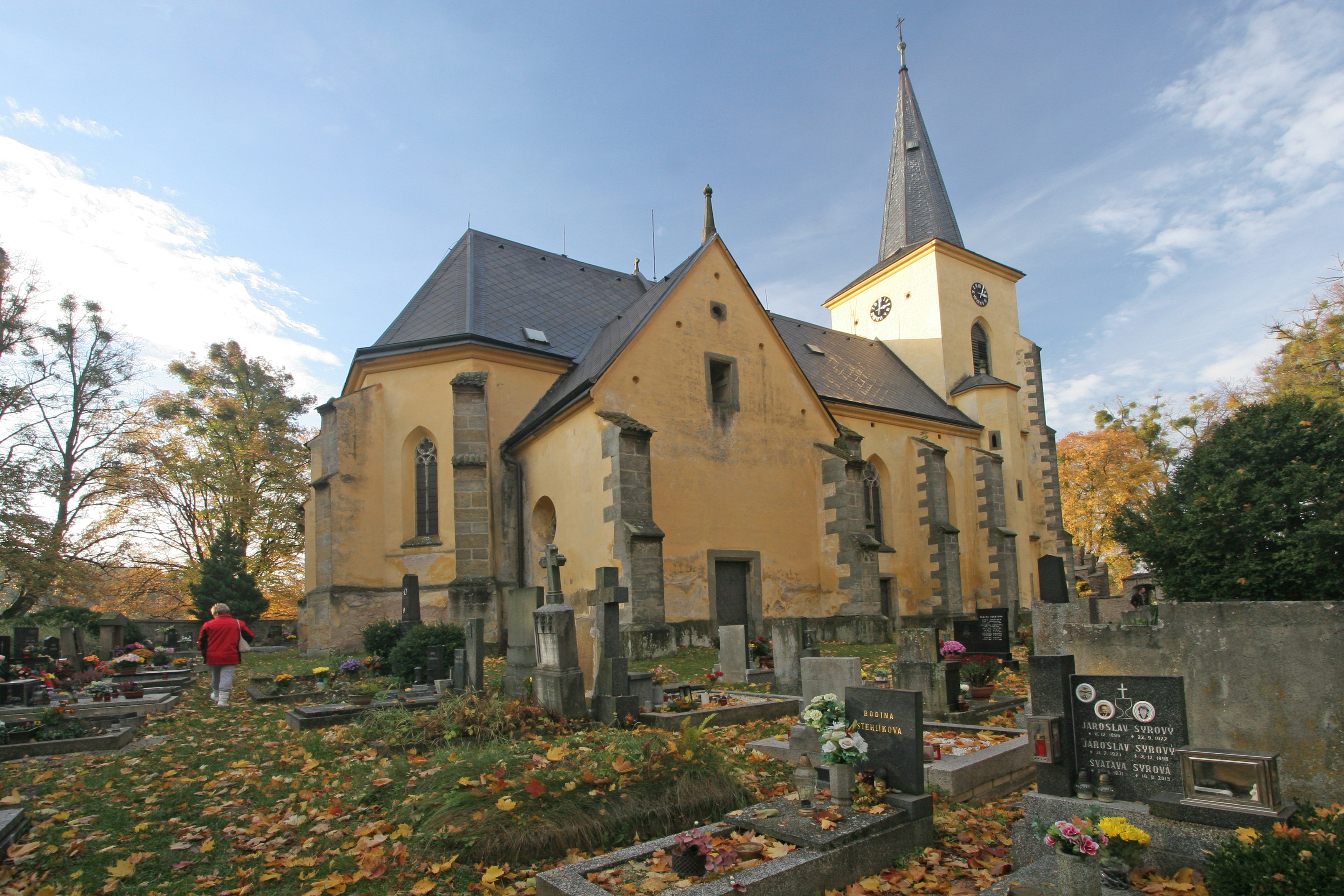
Kirche St. Peter und Paul

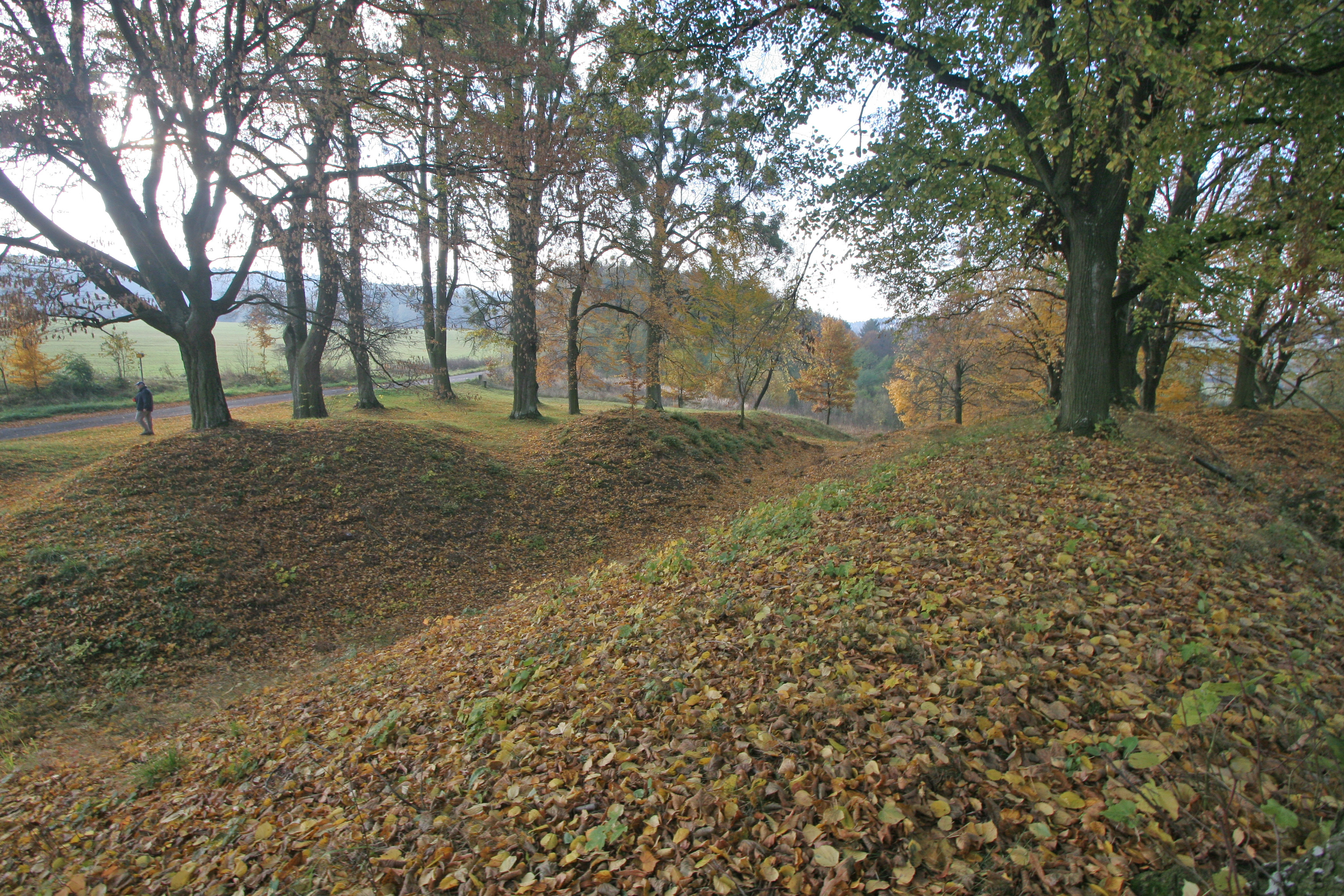
Burgstall

- Kirche St. Peter und Paul, auf dem Sporn östlich des Dorfes. Das ursprüngliche romanische Kirchlein mit Friedhof wurde auf den Trümmern der Burg errichtet und in der zweiten Hälfte des 14. Jahrhunderts im Stil der Gotik umgestaltet. Das in der zweiten Hälfte des 16. Jahrhunderts auf älterer Bemalung geschaffene Wandfresko in der Apsis stellt neun betende Ritter von Mrdice dar, die Vergebung für ihr sündhaftes Leben erbitten. Auf dem Friedhof befindet sich ein barockes Totenhaus.
- Burgstall, erhalten sind Wälle und Gräben um den Friedhof